# Bárcabo
Bárcabo (aragonesisch Barcabo) ist ein spanischer Ort und eine Gemeinde im Norden der Provinz Huesca der Region Aragonien. Die Gemeinde gehört zur Comarca Sobrarbe. Bárcabo hat auf einer Fläche von 88,08 km² 122 Einwohner (Stand: 2024).

## Geographie
Der Ort liegt auf 713 Meter Höhe über dem Fluss Vero.

## Gemeindegliederung
Zur Gemeinde gehören neben dem Hauptort noch folgende Dörfer: Almazorre, Betorz, Eripol, Hospitaled, Lecina, Santa María de la Nuez und Suelves.

## Baudenkmäler

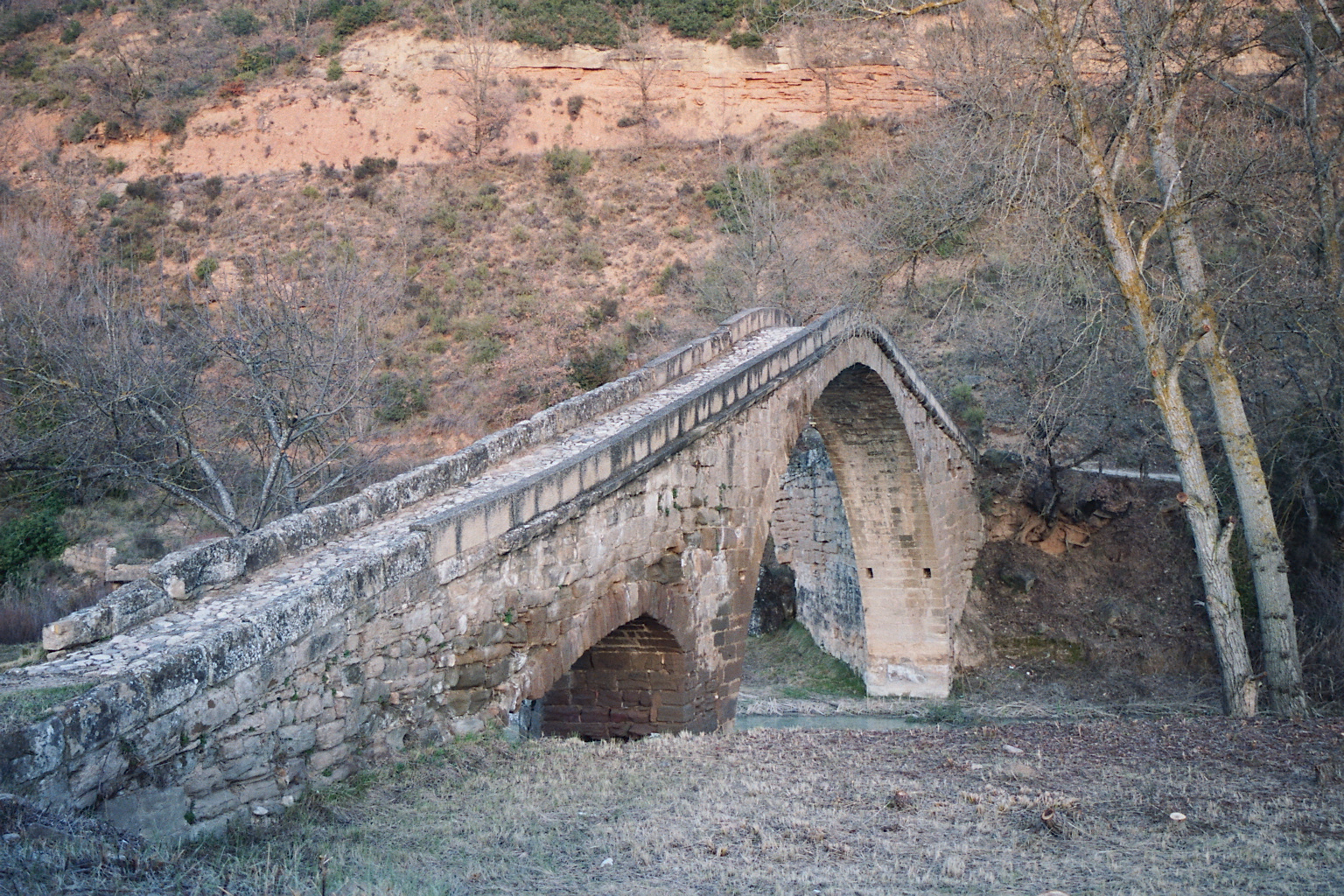
Romanische Brücke

- Romanische Pfarrkirche Santa Cecilia, erbaut im 12. Jahrhundert und im 17. Jahrhundert verändert (Bien de Interés Cultural)
- Ruinen der Burg aus romanischer Zeit (Bien de Interés Cultural)
- Romanische Brücke über den Fluss Vero (Bien de Interés Cultural)
- Santuario de Santa María de la Nuez (Bien de Interés Cultural)
- Typische Häuser der Region: Casa Carruesco und Casa Sampietro (Bien de Interés Cultural)